# 1500 Louisiana Street
1500 Louisiana Street – wieżowiec w Houston w Stanach Zjednoczonych. Ma 183 metry wysokości i 40 pięter. Został zaprojektowany przez Cesar Pelli & Associates Architects dla korporacji Enron, jednak biura tej ostatniej nigdy nie zostały tutaj ulokowane ze względu na jej bankructwo. Budowa rozpoczęła się w 1999 roku, a zakończyła się po 3 latach w 2002 roku. Wykorzystywany jest głównie w celach biurowych. W marcu 2004 roku został zakupiony przez Chevron-Texaco za ok. 320 milionów dolarów.